# Archirhodomyrtus
Archirhodomyrtus es un género de plantas de la familia Myrtaceae. Es originario de Australia y Nueva Caledonia.

## Taxonomía
El género fue descrito por Max Burret y publicado en Repert. Spec. Nov. Regni Veg. 50: 59. 1941.
Etimología
Archirhodomyrtus nombre genérico que deriva de las palabras griegas archi que significa "primero", rhodo igual a "rosa" y myrtus que se refiere a la familia que pertenece, debido a que las flores parecen rosas.

## Especies
- Archirhodomyrtus baladensis
- Archirhodomyrtus beckleri
- Archirhodomyrtus paitensis
- Archirhodomyrtus turbinata
- Archirhodomyrtus vieillardi